# أوجست ماري فرنسوا برناريت

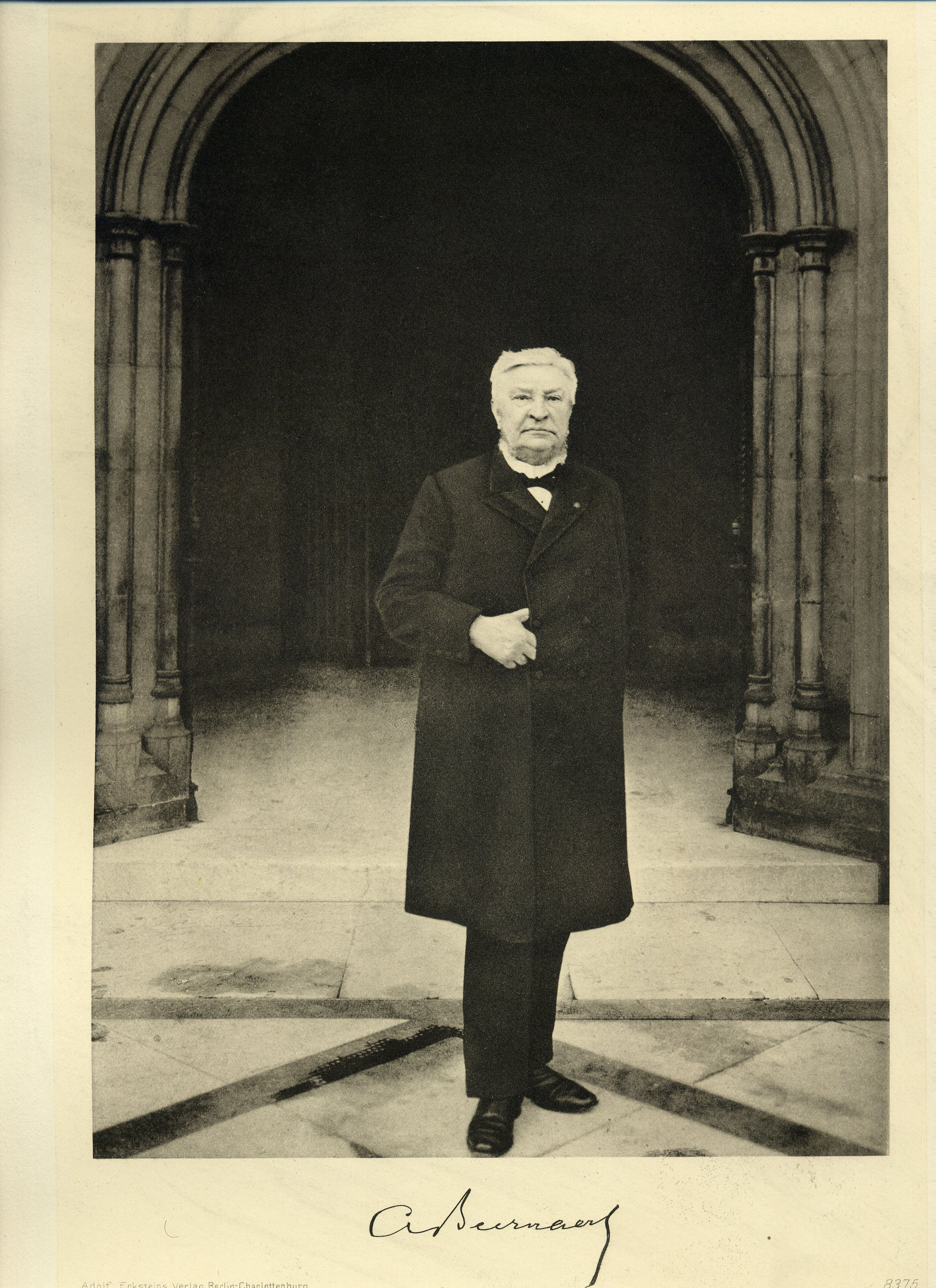
أوجست ماري فرنسوا برناريت

أوغست ماري فرنسوا برناريت (بالفرنسية: Auguste Marie François Beernaert)‏ كان سياسي بلجيكي ولد في 26 يوليو 1829 وتوفي في 6 أكتوبر 1912. تخرج من جامعة لوفين حاملا شهادة في الحقوق. زار عدة جامعات أوروبية لمقارنة طرق تعليم الحقوق فيها. تم نقل تقريره إلى وزارة الداخلية وتم نشره فيما بعد. بدأ بعدها مسيرة لامعة في المحاماة وتخصص في الضرائب. تم تعيينه في 18 أبريل 1859 بمنشور ملكي محام في محكمة الاستئناف. شغل بين 1884 و1894 منصب رئاسة وزراء بلجيكا وحاول خلا على تطوير الكونغو البلجيكية. حصل سنة 1909 على جائزة نوبل للسلام لأعماله في محكمة التحكيم الدائمة.